# Società Motori Bresciana
Società Motori Bresciana war ein italienischer Hersteller von Automobilen.

## Geschichte
Das Unternehmen wurde 1902 in Brescia als Kommanditgesellschaft zur Produktion von Bootsmotoren gegründet. 1907 wurde es in eine Aktiengesellschaft umgewandelt und nahm die Produktion von Automobilen auf. Der Markenname lautete SMB. 1910 endete die Produktion.

## Fahrzeuge
Im Angebot standen zwei Vierzylindermodelle her, die über paarweise gegossene Zylinder verfügten. Das Modell 16/20 HP hatte einen Motor mit 3808 cm³ Hubraum, während der Motor des 28 HP über 4154 cm³ Hubraum verfügte. Die Kraftübertragung erfolgte mittels einer Kardanwelle. Das Getriebe verfügte über vier Gänge. Besonderheit war ein runder Kühlergrill.